# Izozogia
- Commons
- Wikispecies

Izozogia é um género botânico pertencente à família Zygophyllaceae.

## Espécies
- Izozogia nellii G.Navarro

1. ↑  «Izozogia — World Flora Online». www.worldfloraonline.org. Consultado em 19 de agosto de 2020